# Bergsjön (Högsäters socken, Dalsland)
Bergsjön är en sjö i Färgelanda kommun i Dalsland och ingår i Örekilsälvens huvudavrinningsområde.